# Salvatore Bella
Salvatore Bella (Aci Catena, 18 marzo 1862 – 29 marzo 1922) è stato un vescovo cattolico italiano.

## Biografia
Nacque il 18 marzo 1862 ad Aci Catena, nell'allora diocesi di Catania.
Il 10 aprile 1886 fu ordinato presbitero da Gerlando Maria Genuardi, vescovo di Acireale.
Il 29 aprile 1909 papa Pio X lo nominò vescovo di Foggia. Ricevette l'ordinazione episcopale il successivo 13 giugno da Giovanni Battista Arista, vescovo di Acireale, co-consacranti Damaso Pio De Bono, vescovo di Caltagirone, e Ferdinando Fiandaca, vescovo di Nicosia.
Il 17 dicembre 1920 papa Benedetto XV lo trasferì alla sede di Acireale; prese possesso canonico della diocesi il 24 aprile dell'anno seguente.
Morì il 29 marzo 1922.

## Genealogia episcopale
La genealogia episcopale è:
- Cardinale Scipione Rebiba
- Cardinale Giulio Antonio Santori
- Cardinale Girolamo Bernerio, O.P.
- Arcivescovo Galeazzo Sanvitale
- Cardinale Ludovico Ludovisi
- Cardinale Luigi Caetani
- Cardinale Ulderico Carpegna
- Cardinale Paluzzo Paluzzi Altieri degli Albertoni
- Papa Benedetto XIII
- Papa Benedetto XIV
- Papa Clemente XIII
- Cardinale Enrico Benedetto Stuart
- Papa Leone XII
- Cardinale Chiarissimo Falconieri Mellini
- Cardinale Camillo Di Pietro
- Vescovo Gerlando Maria Genuardi
- Vescovo Giovanni Battista Arista, C.O.
- Vescovo Salvatore Bella